# 자렐 콴사
자렐 아모린 콴사(영어: Jarell Amorin Quansah, 2003년 1월 29일 ~ )는 잉글랜드의 축구 선수로 현재 독일 분데스리가의 바이어 레버쿠젠에서 센터백으로 활약하고 있다.